# R. F. Lucchetti
Rubens Francisco Lucchetti, plus connu sous le nom de R. F. Lucchetti, né le 29 janvier 1930 à Santa Rita do Paso et mort le 4 avril 2024 à Ribeirão Preto, est un écrivain brésilien. Il est reconnu pour sa grande production de romans bon marché (pulp) et populaires.

## Biographie
R. F. Lucchetti est né le 29 janvier 1930 à Santa Rita do Passa Quatro (État de São Paulo) et a été élevé dans la confession baptiste. Il n'a jamais terminé ses études secondaires. Dans les années 1940, dès l'âge de 12 ans, il commence à publier des poèmes et de courtes histoires dans différents journaux et revues. Il aurait publié tout au long de sa carrière 1 547 livres sous son nom ou divers autres pseudonymes, notamment ceux de Vincent Lugosi, Brian Stockler, Isadora Highsmith, Terence Gracy, Theodore Field, Mary Shelby, Frank Luke.
En plus des romans, il est l'auteur de plus de 300 récits de bandes dessinées, 25 scénarios de films, des centaines de programmes de radio et de télévision, d'innombrables articles de revues et une pièce de théâtre. Il a aussi traduit des auteurs étrangers.
Il est le père du professeur et écrivain Marco Aurélio Lucchetti.